# جارينوكساسين
جارينوكساسين غارينوكساسين (Garenoxacin) هو دواء ذو (اسم دولي غير مسجل الملكية)  وهو من الكوينولونات الجيل الرابع عبارة عن مضاد حيوي لعلاج الالتهابات التي تسببها بكتيريا إيجابية الغرام وبكتيريا سالبة الغرام .
اكتشف جارينوكساسين بواسطة شركة توياما الكيميائية المحدودة طوكيو، اليابان، ويجري حاليا تسويقه في اليابان تحت الاسم التجاري Geninax. شيرينغ بلاو يحمل الحقوق في جميع أنحاء العالم لgarenoxacin، باستثناء اليابان، كوريا الجنوبية، والصين.
في 13 فبراير 2006، أعلنت شيرينغ بلاو أن الولايات المتحدة إدارة الغذاء والدواء قد قبلت تطبيق دواء جديد (NDA)garenoxacin، وقد تم منح 10 أشهر للمراجعة.
شيرينغ بلاو سحبت في وقت لاحق طلبها من إدارة الأغذية والأدوية الأمريكية FDA ،في يوم (20 أغسطس 2006) للموافقة على غارينوكساسين Garenoxacin كمضاد حيوي.
وكالة الأدوية الأوروبية (EMEA) أبلغت رسميا من قبل شركة شيرينغ بلاو الأوروبية (28 يوليو 2007) بقرار سحب طلب لاستصدار ترخيص التسويق المركزي لغارينوكساسين كذلك.

## الاستطباب
- الالتهاب الرئوي المكتسب من المجتمع
- التفاقم الحاد في التهاب الشعب الهوائية المزمن.
- التهاب الجيوب الأنفية.
- تمتلك مجموعة واسعة من النشاط في المختبر ضد كل من البكتيريا إيجابية الجرام وسالبة الجرام[10]

## الجرعة
فموياً: 400 ملغ مرة واحدة يوميا لمدة 5 إلى 10 أيام.